# 한국농업경제학회
한국농업경제학회는 농업경제에 관한 이론, 정책 및 역사에 관한 연구발표 및 정보교류 목적으로 1957년 서울대학교 김준보 교수에 의해 설립된 대한민국 농림축산식품부 소관의 사단법인이다. 사무실은 전라남도 나주시 빛가람로 601 (빛가람동, 한국농촌경제연구원)에 있다.

## 주요 사업
- 정기학술지 발간
- 학술발표대회 개최
- 국제공동 농업경제학술대회 개최

## 같이 보기
- 농업경제학